# Naga impreza Nastii Iwlejewej
Naga impreza Nastii Iwlejewej – wydarzenie w Moskwie, które wywołało ogólnokrajowy skandal obyczajowy i poruszenie wśród rosyjskich elit.
Organizatorką wydarzenia była rosyjska blogerka i prezenterka telewizyjna Anastazja Iwlejewa, która 20 grudnia 2023 roku zaprosiła rosyjskie gwiazdy muzyki i celebrytów do moskiewskiego klubu nocnego „Mutabor”. Dress code imprezy brzmiał: „niemal nago” (ang. almost naked). Goście zostali poproszeni o przyjście albo skąpo ubrani, albo wręcz nago. Dress code? Bardziej jak undress code – informowało BBC. Najbardziej nagi okazał się raper Nikołaj Wasiliew, występujący pod pseudonimem Vacio, który założył jedynie trampki i skarpetkę zasłaniającą genitalia. Wejściówka kosztowała milion rubli (ok. 10,5 tys. dol.). Wśród zaproszonych byli Filip Kirkorow, Dima Biłan, Lolita, Dżigan, Glukoza i Ksenia Sobczak. Impreza rosyjskich gwiazd w moskiewskim klubie wywołała oburzenie wśród elit Kremla i została okrzyknięta „ucztą w czasach zarazy”. Szef Federacyjnego Projektu Bezpieczeństwa i Przeciwdziałania Korupcji Witalij Borodin stwierdził, że w samym sercu Federacji Rosyjskiej dochodzi do aktu jawnej sodomii, obskurantyzmu i propagandy LGBT. Na uczestników imprezy zaczęto składać skargi i donosy do prokuratury. Najwięcej krytyki zebrał Nikołaj Wasiliew, który został aresztowany i osadzony w więzieniu na 15 dni za „zakłócanie porządku”. Otrzymał także grzywnę w wysokości 200 tysięcy rubli (około 9 tysięcy złotych) za promowanie nietradycyjnych stosunków seksualnych. Innym uczestnikom również grożą prawne konsekwencje.

## Oceny
Zdaniem Agnieszki Bryc, sprawa nie przybrałaby takiego obrotu, gdyby nie zbliżające się wybory i rozbudzona wrogość putinowskiej Rosji wobec Zachodu. Borys Pastuchow, prawnik i syn znanego profesora Władimira Pastuchowa, stwierdził, że skala „cancel culture”, czyli wycinania gwiazd z programów telewizyjnych i koncertów, wskazuje na przyzwolenie „z góry”. Jak donosi dziennik „Kommiersant”, stacje i agencje reklamowe faktycznie mrożą kontrakty z gospodynią „nagiego party” i jej gośćmi. Odwołano premierę filmu „Iwan Wasiljewicz zmienia wszystko” na kanale TNT, w którym wystąpili Kirkorow i Asti. Kasowane są też koncerty organizowane z okazji 60. urodzin Łolity. Jeśli zajdzie potrzeba, np. Kreml zechce skanalizować niezadowolenie ludzi, wówczas to celebryci mogą stać się wrogami ludu.